# Raluca Agrigoroaie
Raluca Iuliana Agrigoroaie (n. Ivan, pe 19 iulie 1983, la Bacău) este o handbalistă din România care joacă pentru clubul Corona Brașov pe postul de pivot. Agrigoroaie a fost și componentă a echipei naționale a României, alături de care a obținut medalia de argint la Campionatul Mondial din 2005.

## Biografie
Raluca Agrigoroaie provine dintr-o familie de sportivi, ambii săi părinți fiind foști voleibaliști. A început să joace handbal la vârsta de 7 ani și a debutat sub îndrumarea lui Ioan Arsene, fost antrenor al echipei feminine Știința Bacău. Handbalista a evoluat ca junioară la CSȘ Bacău, începând din 1996, iar la vârsta de 17 a semnat cu echipa de senioare a Silcotub Zalău, unde a jucat mai mulți ani. În 2007 s-a transferat la CS Oltchim, iar în toamna aceluiași an a suferit o intervenție chirurgicală, fiind descoperită cu defect de sept atrial. 
Agrigoroaie a revenit în Bacău în anul 2009, când CS Știința Bacău a promovat în Liga Națională, antrenoarele de atunci fiind Gabriela Manea și Adriana Popa. La Știința Bacău a evoluat cu numărul 18. În vara anului 2010 s-a transferat la HCM Buzău liberă de contract, iar în 2011 la HCM Roman, unde a rămas până în 2018. 
În 2005, Raluca Ivan a fost declarată cetățean de onoare al municipiului Bacău.

## Palmares
Club
- Liga Națională:
  -  Câștigătoare: 2001, 2004, 2005, 2009, 2010
  -  Medalie de argint: 2002, 2006

- Liga Campionilor EHF:
  - Semifinalistă: 2009

- Cupa Cupelor EHF:
  - Semifinalistă: 2001
  - Sfert-finalistă: 2003
  - Șaisprezecimi: 2015

- Cupa EHF:
  - Sfert-finalistă: 2005
  - Șaisprezecimi: 2016

Echipa națională
- Campionatul Mondial:
  -  Medalie de argint: 2005